# Garmondsway
Garmondsway – osada w Anglii, w hrabstwie Durham. Leży 11 km na południowy wschód od miasta Durham i 367 km na północ od Londynu.